# 티버 펠드만
티버 펠드먼(Tibor Feldman, 1947년 4월 25일 ~ )은 미국의 배우이다.
미할로우체에서 태어났다.

## 출연 작품
- 뷰티풀 프래니 (2015년) - 샘 역
- 사이트워크 트래픽 (2014년)
- 메리 크리스마스 (2013년) - 레온 카터 역
- 바틀드 업 (2013년) - Dr. 킨스키 역
- 딥 파우더 (2013년)
- 더 미너스터스 (2009년)
- 브룩클린 룰스 (2007년)
- 마법에 걸린 사랑 (2007년)
- 악마는 프라다를 입는다 (2006년) - 이브 라비츠 역
- 데이빗 & 레일라 (2005년)
- 뉴 아메리칸스 (2002년)
- 빌리버 (2001년)
- 이브의 아름다운 키스 (2001년)
- 패스트 푸드 패스트 우먼 (2000년)
- 위험한 살인 (1990년)
- 노딘 고즈 라이트 (1988년)
- 도시의 젊은이들 (1986년)

### 텔레비전
- 로앤오더: 범죄 전담반 (1993-2010)
- 로앤오더: 성범죄 전담반 (2000-09)
- Conviction (2006)
- Rubicon (2010)